# Szőgyényi József
Szőgyényi József (Budapest, 1932. március 21. – Budapest, 2007. március 1.) magyar jogász.

## A jogi pálya előtt
1952 és 1958 között Kecskeméten és Szabadszálláson csapattiszt, a katonai pályán alezredesi rendfokozatig jutott.

## Jogászi tevékenysége
Az ELTE Állam- és Jogtudományi Karán végzett 1962-ben. 1962-1987-ig a Legfőbb Ügyészségen katonai ügyész, a nyomozás törvényességét felügyelő ügyész majd nyomozó ügyész. Bírói felügyelettel és általános felügyelettel foglalkozott. 1987-től ügyvédként dolgozott, a Szőgyényi és Társa Ügyvédi Iroda megalapítója és vezetője volt. Többször kérték fel különböző egyetemek vendégelőadónak, korábban az ELTE jogi karán tanított. A Magyar Jogász Egylet tagja volt.
Szakterülete a büntetőjog, gazdasági jog, környezetvédelem, közlekedési jog, polgári jog és a társasági jog volt.

## Híresebb ügyei
Több ismertebb büntetőügyben vállalt védői szerepet. Ilyen volt a 804 millió forint sikerdíjú Tocsik Márta pere, valamint a „Fekete Angyal” néven elhíresült Faludi Tímea ügye. Többek között ő volt Szabadi Béla, Tasnádi Péter és Zámbó Jimmy ügyvédje is.

## Családja
Szülei Szőgyényi József és Andrádi Irén voltak. 1954-ben összeházasodott Szabolcski Ilonával, akitől 1956-ban született meg első gyermeke Csaba, majd 1963-ban Zoltán. Csaba révén két unokája született, Tamás (1987) és Dóra (1989). 1991-ben ismét megnősült, Száraz Katalint vette feleségül.
Hosszan tartó betegség után 2007. március 1-jén hunyt el Budapesten. Temetésére március 14-én került sor a Farkasréti temetőben.